# Нгуен Ван Суан
Нгуен Ван Суан (вьет. Nguyễn Văn Xuân) (3 апреля 1892, Аннам — 14 января 1989, Франция) — вьетнамский политический деятель, в 1947—1948 годах был премьер-министром Автономной Республики Кохинхина, в 1948—1949 годах возглавлял Временное центральное правительство Вьетнама.

## Ранние годы
Родился в богатой семье. Образование получал во Франции, хорошо учился, обучался в парижской Политехнической школе. В 1912 году начал службу во французской армии, служил в артиллерии, участвовал в Первой мировой войне, получил звание полковника.

## Политическая деятельность
8 октября 1947 был избран на должность премьер-министра Автономной Республики Кохинхина. После объединения Кохинхины с Аннамом и Тонкином под властью Временного центрального правительства Вьетнама получил должность главы правительства, которую занимал до возвращения Бао Дая в 1949. До 21 января 1950 года был заместителем премьер-министра и министром обороны в правительстве Бао Дая. Когда новым министром стал Нгуен Фан Лонг, Нгуен Ван Суан уехал во Францию, где и прожил оставшуюся жизнь.